# نورآباد (ولایت تاشکند)
نورآباد (به ازبکی: Nurabad) یک منطقهٔ مسکونی در ازبکستان است که در ولایت تاشکند واقع شده‌است. نورآباد ۶٬۵۰۰ نفر جمعیت دارد.